# فونتین (آرکانزاس)
فونتین (به انگلیسی: Fontaine) یک منطقهٔ مسکونی در ایالات متحده آمریکا است که در شهرستان گرین، آرکانزاس واقع شده‌است. فونتین ۸۰ متر بالاتر از سطح دریا واقع شده‌است.